# Stanjevci
Stanjevci – wieś w Słowenii, w gminie Gornji Petrovci. W 2018 roku liczyła 178 mieszkańców.